# Denise Crosby

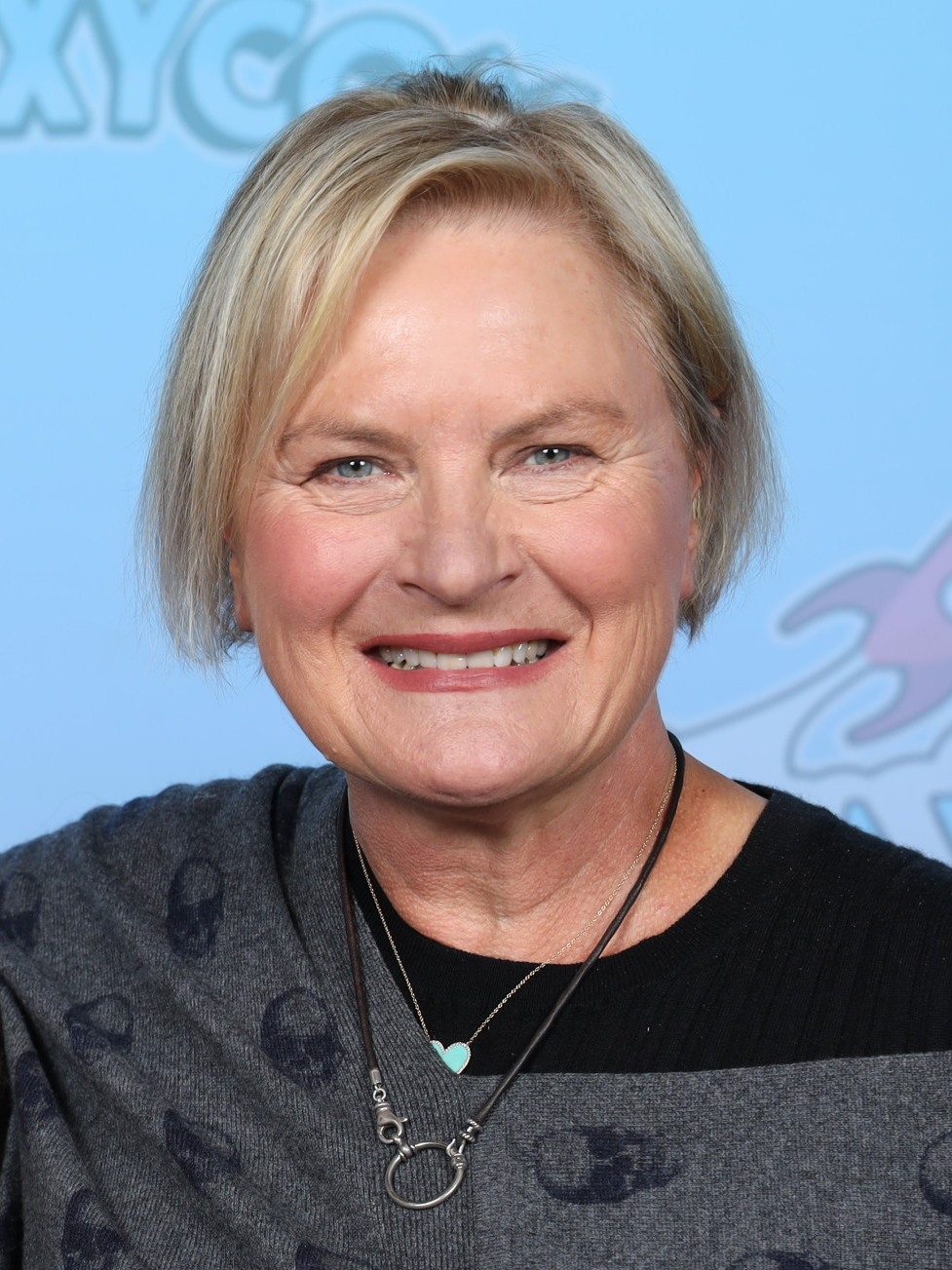
Denise Crosby (2023)

Denise Michelle Crosby (* 24. November 1957 in Hollywood, Kalifornien) ist eine US-amerikanische Schauspielerin und ehemaliges Model.

## Leben
Denise Crosby ist die Enkelin des Sängers und Schauspielers Bing Crosby. Von 1983 bis 1990 war sie mit dem Regisseur und Schauspieler Geoffrey Edwards verheiratet. Sie ist seit 1995 in zweiter Ehe mit Ken Sylk verheiratet und hat einen Sohn (* 17. Juni 1998).
Ab 1979 hatte sie kleinere Nebenrollen in Filmproduktionen wie Zehn – Die Traumfrau (1979) und Nur 48 Stunden (1982). International bekannt wurde sie, als sie 1986 die Rolle der Tasha Yar in der Star-Trek-Fernsehserie Raumschiff Enterprise – Das nächste Jahrhundert erhielt.
Noch während der ersten Staffel verließ sie die Serie wieder, da sie nicht für den Rest ihrer Karriere auf diese Figur festgelegt werden wollte; ihr Charakter starb in der 23. Episode (Die schwarze Seele – Skin of Evil) den Serientod. Im weiteren Verlauf der Serie kehrte sie in mehreren Gastauftritten als Tasha Yar beziehungsweise deren Tochter Sela in die Serie zurück.
Nach ihrem Ausstieg bei Star Trek war Denise Crosby nach einer Hauptrolle in dem Horrorfilm Friedhof der Kuscheltiere nur noch vereinzelt als Nebendarstellerin in Kinoproduktionen (u. a. Deep Impact, 1998) zu sehen. Des Weiteren hatte sie zahlreiche Gastauftritte in mehreren Fernsehserien wie 1994 in drei Folgen der Serie Superman – Die Abenteuer von Lois & Clark oder in The Walking Dead (2014). Von 2015 bis 2017 war sie in Ray Donovan zu sehen.
1997 produzierte Denise Crosby den Dokumentarfilm Trekkies, der das Phänomen „Star Trek“ und einige seiner enthusiastischen Fans porträtierte. Im Sommer 2004 erschien eine Fortsetzung unter dem Titel Trekkies 2, die bei einer Vorabvorführung auf einem Filmfestival in den USA einen Preis gewonnen hat.

## Filmografie (Auswahl)
- 1979: Zehn – Die Traumfrau (10)
- 1982: Nur 48 Stunden (48 Hours)
- 1983: Frauen waren sein Hobby (The Man Who Loved Women)
- 1986: Destroyers (Eliminators)
- 1987–1994: Raumschiff Enterprise – Das nächste Jahrhundert (Star Trek: The Next Generation, Fernsehserie, 30 Folgen)
- 1988: Arizona Heat
- 1988: Nacht der Entscheidung – Miracle Mile (Miracle Mile)
- 1989: Friedhof der Kuscheltiere (Pet Sematary)
- 1989: Tennessee Nights
- 1989: Skin Deep – Männer haben’s auch nicht leicht (Skin Deep)
- 1991: Flash – Der Rote Blitz (The Flash, Fernsehserie, Folge 1x15)
- 1991: Dolly Dearest – die Brut des Satans (Dolly Dearest)
- 1993: Die Abenteuer des Brisco County jr. (The Adventures of Brisco County, Jr., Fernsehserie, Folge 1x03)
- 1994–1995: Superman – Die Abenteuer von Lois & Clark (Lois & Clark: The New Adventures of Superman, Fernsehserie, drei Folgen)
- 1995: Killing Dreams (Dream Man)
- 1995–1996: Diagnose: Mord (Diagnosis: Murder, Fernsehserie, drei Folgen)
- 1996: Dr. Quinn – Ärztin aus Leidenschaft (Dr. Quinn, Medicine Woman, Fernsehserie, eine Folge)
- 1997: Jackie Brown
- 1998: Deep Impact
- 2001: New York Cops – NYPD Blue (NYPD Blue, Fernsehserie, Folgen 8x12 und 8x13)
- 2001: Akte X – Die unheimlichen Fälle des FBI (The X-Files, Fernsehserie, zwei Folgen)
- 2001: Für alle Fälle Amy (Judging Amy, Fernsehserie, Folge 3x05)
- 2002: JAG – Im Auftrag der Ehre (JAG, Fernsehserie, Folge 7x12)
- 2004: Crossing Jordan – Pathologin mit Profil (Crossing Jordan, Fernsehserie, Folge 4x08)
- 2005: Mortuary – Wenn die Toten auferstehen … (Mortuary)
- 2006: Dexter (Fernsehserie, Folge 1x03)
- 2007: Bones – Die Knochenjägerin (Bones, Fernsehserie, Folge 3x04)
- 2008: Mad Men (Fernsehserie, zwei Folgen)
- 2008: Prison Break (Fernsehserie, Folge 4x15)
- 2009–2010: Southland (Fernsehserie, drei Folgen)
- 2011: Law & Order: LA (Law & Order: Los Angeles, Fernsehserie, Folge 1x16)
- 2013: Exterminators vs. Aliens (Invasion Roswell)
- 2013–2017: Ray Donovan (Fernsehserie)
- 2014: The Walking Dead (Fernsehserie, drei Folgen)
- 2016: Castle (Fernsehserie, Folge 8x17)
- 2016: The Watcher
- 2019: Navy CIS: L.A. (Fernsehserie, Folge 10x21)
- 2019: Suits (Fernsehserie, zehn Folgen)
- 2019: Itsy Bitsy
- 2021: Creepshow (Fernsehserie, eine Folge)
- 2022: Navy CIS (Fernsehserie, Folge 19x10)